# Center Point Road
Center Point Road — четвёртый студийный альбом американского кантри-музыканта Томаса Ретта. Он был выпущен 31 мая 2019 года на лейбле Big Machine. В записи альбома приняли участии Little Big Town, Джон Парди и Келси Баллерини. Альбом дебютировал на первом месте американского хит-парада Billboard 200, став для Ретта его вторым чарттоппером.

## История
Ретт назвал свой новый альбом в честь дороги из его родного города Хендерсонвилль (штат Теннесси), и объяснил, что он «символизирует, каково это расти» там, говоря, что дорога «сформировала его тем, кем он сегодня стал, и это было уместно, потому что пластинка, по большей части, довольно ностальгическая». Ретт также заявил, что «это одна из тех записей, что каждый раз, когда я её слушаю, она все еще ощущается как новая».
Лид-сингл альбома «Look What God Gave Her» вышел 1 марта 2019 года. 3 марта 2019 был издан трек «Don’t Threaten Me with a Good Time», одновременно с исполнением его на шоу Saturday Night Live. Позднее Ретт представил обложку диска и трек-лист (это произошло 29 марта), а также поделился треком «That Old Truck». 19 апреля 2019 года Ретт выпустил «Remember You Young» в качестве ещё одного промосингла.

## Коммерческий успех
Center Point Road дебютировал на первом месте американского хит-парада Billboard 200 с тиражом 76,000 альбомных эквивалентных единиц (включая 45,000 чистых продаж альбома). Это второй чарттоппер для Томаса Ретта после того, как его третий студийный альбом Life Changes был на позиции № 1 в 2017 году. В первую неделю было зарегистрировано 33,59 млн стримов в США, что стало рекордом стриминговой недели для любого кантри-альбома. Диск также стал вторым чарттоппером в кантри-чарте Top Country Albums.

## Номинации и награды
| Год  | Ассоциация                       | Номинируемая работа | Категория          | Результат | Ссылка       |
| ---- | -------------------------------- | ------------------- | ------------------ | --------- | ------------ |
| 2019 | Country Music Association Awards | «Center Point Road» | Album of the Year  | Номинация | [ 9 ] [ 10 ] |
| 2020 | Grammy Award                     | «Center Point Road» | Best Country Album | Номинация | [ 11 ]       |

## Список треков
По данным Tidal и Spotify.
| №   | Название                                                           | Автор(ы)                                                                                     | Длительность |
| --- | ------------------------------------------------------------------ | -------------------------------------------------------------------------------------------- | ------------ |
| 1.  | «Up»                                                               | Томас Ретт Эшли Горли Jesse Frasure Шейн Маканалли                                           | 3:27         |
| 2.  | «Don't Threaten Me with a Good Time» (при участии Little Big Town) | Ретт Karen Fairchild Джонатан Йеп Рэй Ромулс Джереми Ривс Рэй Чарльз Маккалоу Gorley Frasure | 3:35         |
| 3.  | «Blessed»                                                          | Ретт Joe Spargur Sean Douglas                                                                | 3:34         |
| 4.  | «Look What God Gave Her»                                           | Ретт Rhett Akins Julian Bunetta Josh Ryan Jacob Kasher Ammar Malik                           | 2:48         |
| 5.  | «Center Point Road» (при участии Келси Баллерини)                  | Ретт Amy Wadge Cleve Wilson Frasure                                                          | 3:36         |
| 6.  | «That Old Truck»                                                   | Ретт Bunetta Kamron Kimbro Райан Теддер                                                      | 3:32         |
| 7.  | «VHS»                                                              | Ретт Wadge Горли Frasure                                                                     | 3:16         |
| 8.  | «Notice»                                                           | Ретт Горли Frasure Douglas                                                                   | 3:42         |
| 9.  | «Sand»                                                             | Ретт Frasure Michael Hardy                                                                   | 2:42         |
| 10. | «Beer Can Fix» (при участии Джона Парди)                           | Ретт Bunetta Tedder Zach Skelton                                                             | 3:29         |
| 11. | «Things You Do for Love»                                           | Ретт Горли Frasure Джош Осборн Люк Лэрд                                                      | 3:26         |
| 12. | «Remember You Young»                                               | Ретт Горли Frasure                                                                           | 3:00         |
| 13. | «Don't Stop Drivin'»                                               | Ретт Горли Josh Miller Zach Crowell                                                          | 3:03         |
| 14. | «Barefoot»                                                         | Ретт Miller Matt Dragstrem Akins                                                             | 3:00         |
| 15. | «Dream You Never Had»                                              | Ретт Горли Frasure Akins                                                                     | 3:22         |
| 16. | «Almost»                                                           | Ретт Wadge Горли Frasure                                                                     | 3:11         |

## Чарты
| Чарты (2019)                             | Высшая позиция |
| ---------------------------------------- | -------------- |
| Австралия (ARIA)                         | 24             |
| Канада (Canadian Albums Chart)           | 2              |
| Шотландия (Scottish Albums Chart)        | 53             |
| Великобритания (UK Country Albums Chart) | 1              |
| США (Billboard 200)                      | 1              |
| США (Billboard Top Country Albums)       | 1              |

| Чарты (2019)                        | Позиция |
| ----------------------------------- | ------- |
| США (Billboard 200)                 | 153     |
| США (Top Country Albums, Billboard) | 17      |